# Штатная расстановка
Штатная расстановка или Штатный список — документ, в котором указано, какие утверждённые в штатном расписании должности (единицы) заняты, с указанием фамилии, имени и отчества (ФИО) работника (сотрудника) и точного оклада (в случаях, когда в штатном расписании указывается разница (вилка) оклада, то есть низшее (минимальное) и высшее (максимальное) число), а какие пока остаются не занятыми (вакантными).
Унифицированных форм (предписанных) данного документа законодательством не предусмотрено, для государственных учреждений возможно могут быть рекомендации к заполнению, основанные на форме Т-3 штатного расписания, поэтому необходимо утвердить этот документ в учётной политике предприятия и разработать его форму самостоятельно.